# Л’Ами, Эрвин
Эрвин л’Ами (нидерл. Erwin l'Ami; род. 5 апреля 1985, Вурден, Южная Голландия) — нидерландский шахматист, гроссмейстер (2005).
Чемпион Нидерландов 2022 года.
В составе национальной сборной участник 4 олимпиад (2006—2010, 2014), 9-го командного чемпионата мира (2013) в Анталии и 3-х командных чемпионатов Европы (2007—2009, 2013).

## Спортивные результаты
| Год  | Город       | Турнир                    | + | − | = | Результат | Место |
| ---- | ----------- | ------------------------- | - | - | - | --------- | ----- |
| 2011 | Вейк-ан-Зее | 73-й международный турнир | 0 | 4 | 9 | 4½ из 13  | 11—13 |
| 2015 | Рейкьявик   | Международный турнир      | 8 | 1 | 1 | 8½ из 10  | 1     |

## Изменения рейтинга
| Графики недоступны из-за технических проблем. См. информацию на Фабрикаторе и на mediawiki.org. |